# St. Kathrein im Burgenland

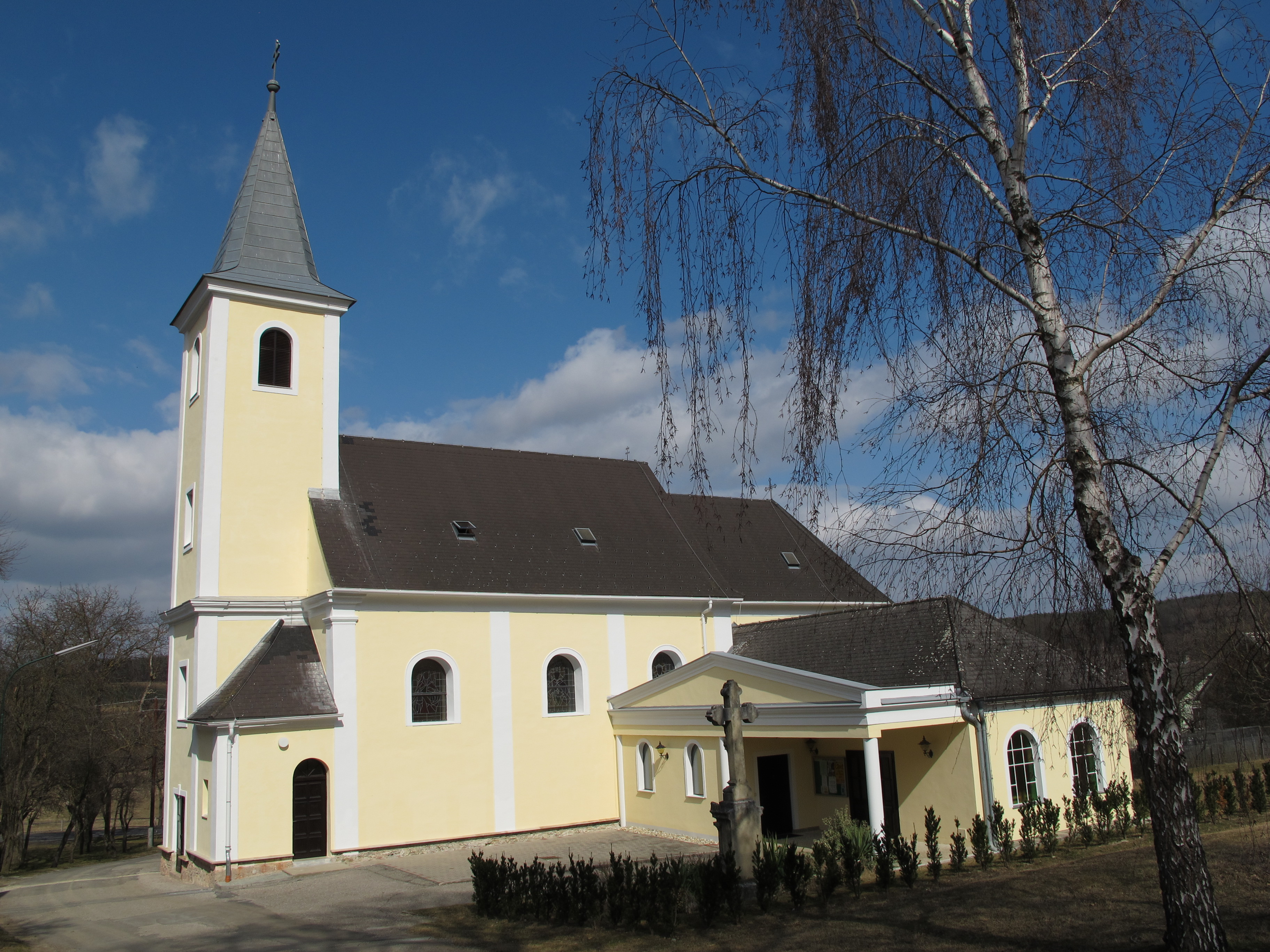
Die Pfarrkirche zur hl. Katharina

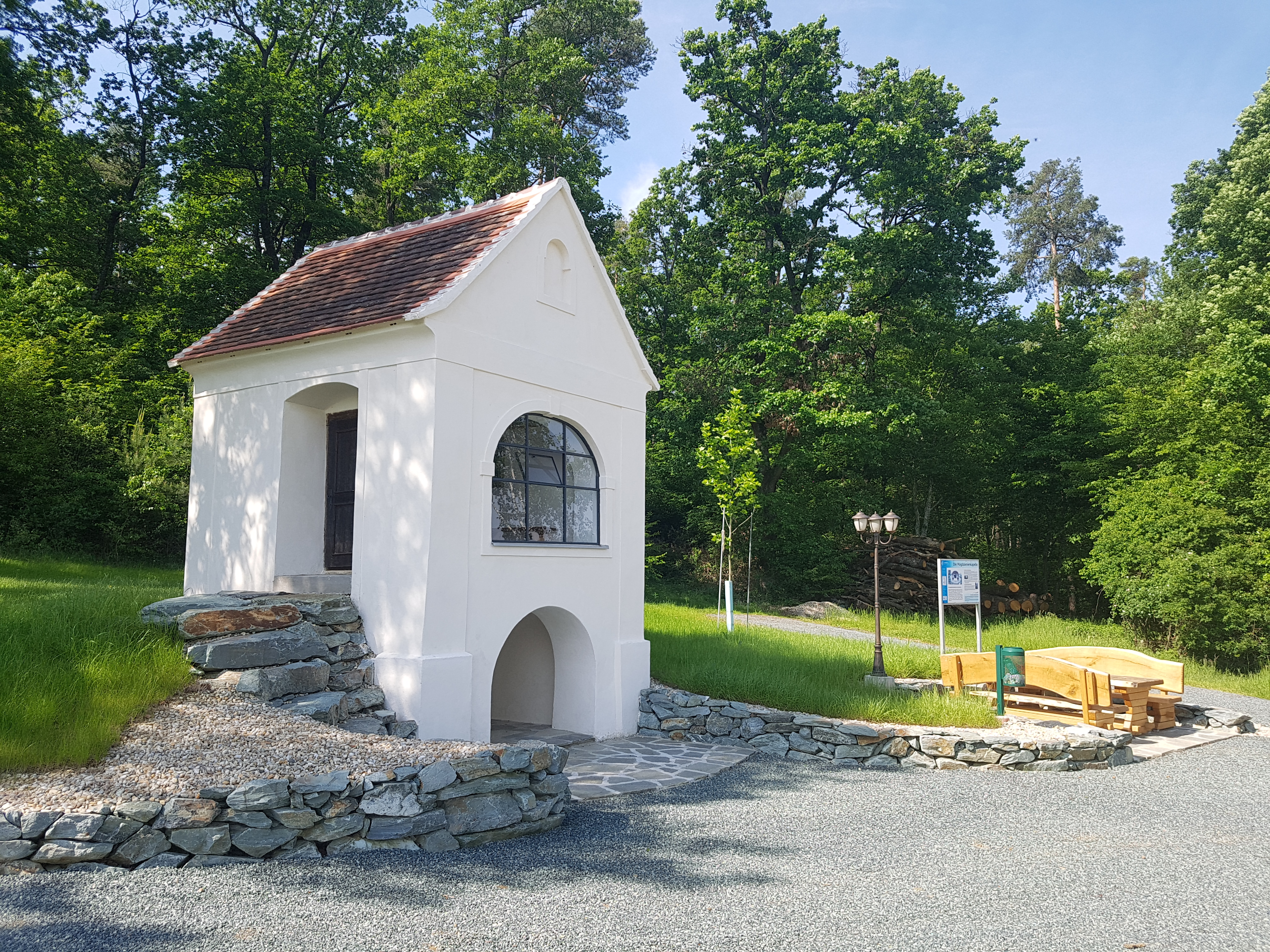
Die Magdalenenkapelle in Sankt Kathrein im Burgenland

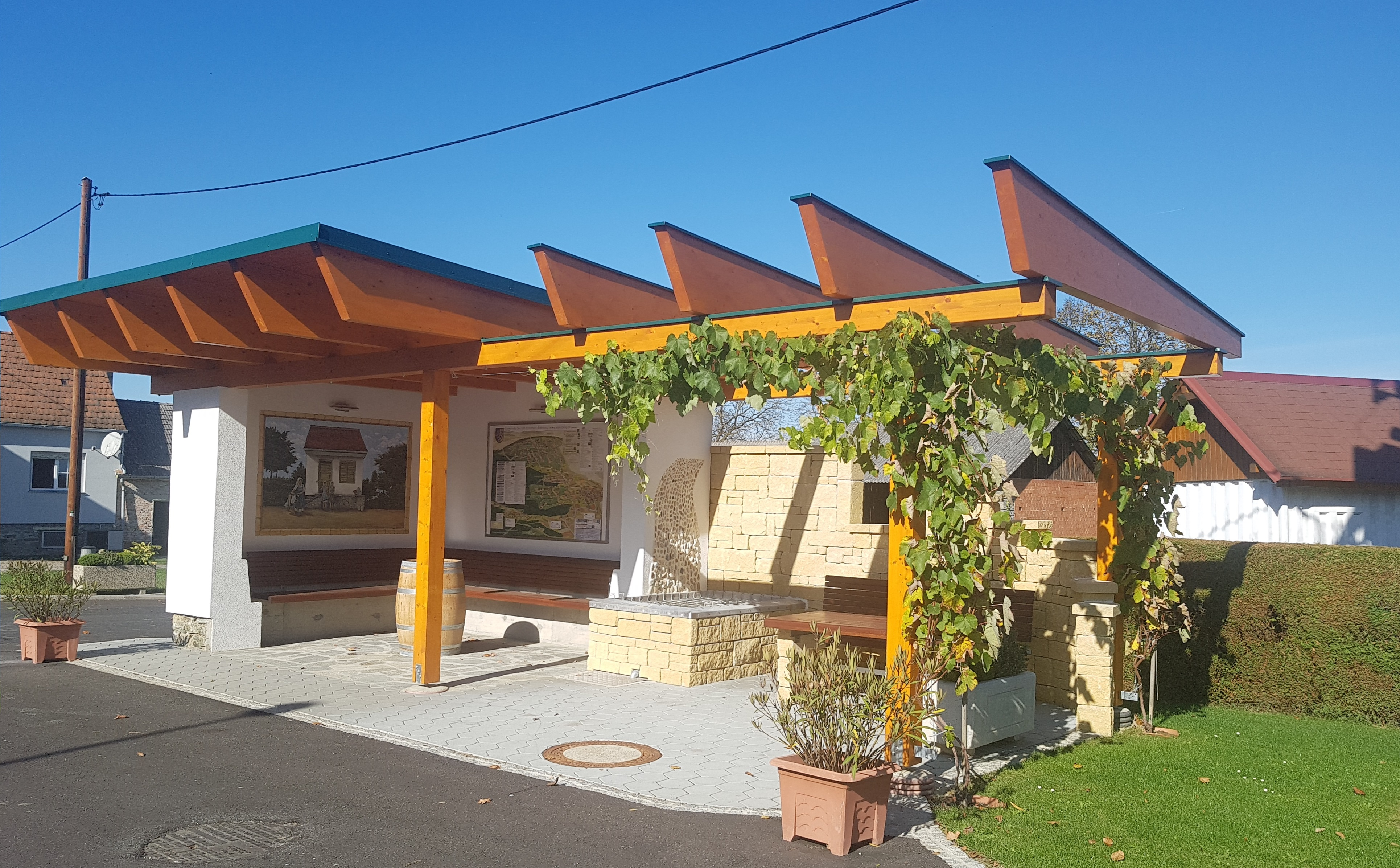
Im Jahr 2018 wurde vom Verschönerungsverein eine neue Bushaltestelle errichtet. Früher befand sich an dieser Stelle das ehemalige Milchhaus des Ortes.

St. Kathrein im Burgenland (ungarisch Pósaszentkatalin, Szentkatalin; kroatisch Katalena) ist eine Ortschaft der österreichischen Gemeinde Deutsch Schützen-Eisenberg im Bezirk Oberwart.
St. Kathrein im Burgenland wird erstmals 1378 als Posafalva genannt. Im 17. Jahrhundert wurde die Heilquelle bei der Magdalenakapelle von vielen Wallfahrern besucht, da ihr gewisse Wunder zugeschrieben wurden.
Der Ort wurde im 16. Jahrhundert von Kroaten neu besiedelt. Bis in die Zwischenkriegszeit überwog das kroatische Bevölkerungselement, seither ist das Kroatentum stark rückgängig bzw. ist es im Verschwinden.

## Geschichte
Die erste belegbare urkundliche Erwähnung von St. Kathrein war 1489 unter dem Namen Zenthkatherina. Dieser Name geht auf ein Testament von Johann Ellerbach zurück, in welchem bei der Grenzbeschreibung der Güter auch der Ort St. Kathrein, in der Form Zenthkatherina, ein möglicher Hinweis auf den Namen der Gemahlin des letzten Ellerbachers, erstmals urkundlich erwähnt wird. Die zweite urkundliche Erwähnung erfolgte 1496 unter Posafalva alias Zenthkatherynazzon.
Für den Ortsnamen sind 1610 Zenthkathalina, 1698 Szent Katalin und 1786 mit Sankt Katerein belegt. Die Schreibweise Sankt Kathrein im Burgenland wurde 1937 festgelegt. Der Ortsname war jedoch vom 1. Jänner 1944 bis Kriegsende auf St. Kathrein an der Pinka abgeändert, seither wird die von 1937 angenommene Bezeichnung verwendet.
Im 16. Jahrhundert wurde der Ort mit Kroaten bestiftet – Erdödy und Zriny –, die letzte Nennung aus. Die Konskription der Herrschaft Eberau vom Jahr 1617 weist fast nur Kroatischnamige aus und die Visitation aus diesem Jahr nennt St. Kathrein kroatisch. Sogar die kirchliche Visitation Patakfalu von 1697 bezeichnet die ganze Pfarre als „pure Croatica“.
1697, 1846, 1898 und 1900 war St. Kathrein überwiegend kroatisch, der Anteil der kroatischen Bevölkerung wurde 1921 nach dem Anschluss des Burgenlandes an Österreich hoch eingestuft.
Als Gründe für den Rückgang der kroatischen Bevölkerung nennt VD Martin Jernits 1954:
1. Die nächsten kroatischen Siedlungen liegen zu weit weg
2. deutschsprachiger Unterricht an der Volksschule St. Kathrein
3. nur deutschsprachige Medien
4. Mischehe (Deutsche und Kroaten)

Daher ging der Anteil der Kroaten kontinuierlich zurück und heute sind nur noch ältere Leute der kroatischen Sprache mächtig.
1925 wurde in der Ortsmitte ein Kriegerdenkmal errichtet, welches am 17. Oktober 1926 unter Dechant Osztovits eingeweiht wurde.
Am 12. April 1945 – gegen Ende des Zweiten Weltkrieges – kamen russische Kampftruppen in den Ort und in den folgenden Tagen rückten ungarische Besatzungstruppen nach. Bereits vorher waren viele Ortsbewohner aus Angst vor den sowjetischen Truppen mit einigen Schweinen und Kühen (Selbstversorgung) in den Punitzer Wald oder nach Kroatisch Ehrensdorf geflohen, welche aber nach einigen Tagen wieder nachhause in ihre Häuser nach St. Kathrein zurückkehrten.
Von 1895 bis 1906 gehörte der Ort gemeindeamtsmäßig zur Gemeinde Eberau, seit 1907 jedoch zu Deutsch Schützen.
1971 endete die politische Selbständigkeit der Gemeinde St. Kathrein, welche nunmehr Ortsteil der Großgemeinde Deutsch-Schützen-Eisenberg ist, ebenso die langjährige eigenständige Pfarre St. Kathrein, welche seit 1975 zum Pfarrverband Deutsch-Schützen gehört.

## Wirtschaft und Infrastruktur

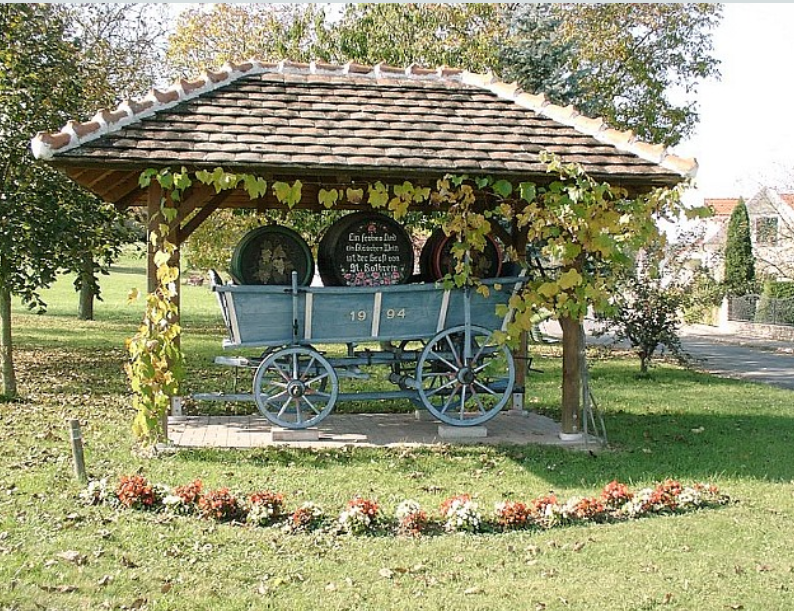
Das Leiterwagerl mit Weinfässern ziert die nördliche Ausfahrt

### Wirtschaft
In Sankt Kathrein sind fünf Unternehmen ansässig.
Größte Arbeitgeber sind die Baufirma LadoBau, die Tischlerei Sitzmöbelbau Bruckner und das Weingut Mittl. Die Tischlerei Bruckner betreibt neben der Sitzmöbelproduktion noch ein Museum für Holzverarbeitung am Hauptplatz.

### Vereine
- Ortsverschönerungsverein: Er gestaltet und renoviert die öffentlichen Bereiche von Sankt Kathrein. So wurde 2018 die Magdalenenkapelle renoviert. Ebenso wurde aus einem ehemaligen Milchhaus eine Bushaltestelle im modernen südländischen Stil errichtet. 2019 folgte der Ausbau des Gemeinde- und Feuerwehrhauses.
- Freiwillige Feuerwehr Sankt Kathrein mit etwa 20 aktiven Mitgliedern
- Jugendverein
- Pensionistenverein

### Öffentliche Einrichtungen
- Gemeinde- und Feuerwehrhaus Sankt Kathrein: Das 2018/19 renovierte Gebäude ist Vereinshaus der Feuerwehr und  Sitzungsort des  Gemeinderats und der örtlichen Vereine.
- Jugendhaus des Jugendvereins Sankt Kathrein
- Pfarrkirche zur hl. Katharina

### Veranstaltungen
- Maibaumaufstellen am 1. Mai, Veranstalter: Verschönerungsverein
- Weinfrühling der Weinidylle Südburgenland am ersten Maiwochenende im Weingut Mittl
- Maibaumumschneiden am 31. Mai, Veranstalter: Verschönerungsverein
- Kirchtag der Pfarre Sankt Kathrein
- Frühschoppen der FF Sankt Kathrein am Sonntag des letzten Juliwochenendes
- Sankt Kathreiner Dorffest am Samstag des zweiten Augustwochenendes, Veranstalter: Verschönerungsverein
- Glühweinstand an den Adventwochenenden im Holz- und Handwerksmuseum, Veranstalter: Verschönerungsverein

## Kultur und Sehenswürdigkeiten
- Pfarrkirche Sankt Kathrein
- Magdalenenkapelle: Seit dem 17. Jahrhundert besuchen Pilger und Wallfahrer die Heilquelle der Magdalenenkapelle. Heute wird die Magdalenenkapelle hauptsächlich aufgrund der schönen Aussicht auf die nahegelegenen Weinberge in der Region besucht.

## Landschaft und Klima
- Landschaft: Sankt Kathrein ist ein von Hügeln umgebener idyllischer Ort, welcher viele Möglichkeiten für Wanderrouten durch Weingärten, Feldern und Wäldern, sowie am Ortsbach Rodling bietet. Nahegelegen gibt es einige Weinberge wie Csaterberg, Eisenberg, Deutsch-Schützen Berg oder Wintener Berg.
- Klima und Sonnenstunden: Mit in etwa 2250 Sonnenstunden pro Jahr ist Sankt Kathrein im Burgenland einer der sonnenreichsten Orte Österreichs. Der Ort zeichnet sich durch ein sehr mildes mediterranes Klima und relativ wenig Niederschlag, speziell im Winter, aus. Im Sommer betragen die durchschnittlichen Höchsttemperaturen in etwa 25 °C und im Winter belaufen sich die durchschnittlichen Tiefsttemperaturen auf −5 °C.

## Persönlichkeiten
- Oskar Herics (* 1958), Beamter (österreichischer Vertreter beim europäischen Rechnungshof)